# شهرستان گورشچنسکی
شهرستان گورشچنسکی (به لاتین: Gorshechensky District) یک شهرستان در روسیه است که در استان کورسک واقع شده‌است.